# Bartensteiner Vertrag
Der Bartensteiner Vertrag vom 26. April 1807 wurde während des Vierten Koalitionskrieges zwischen Preußen und Russland abgeschlossen.

## Hintergrund
Preußen war insbesondere in der Schlacht bei Jena und Auerstedt stark geschwächt worden. Hof und Regierung musste vor den vordringenden Truppen Napoleons nach Ostpreußen fliehen. Von dort aus hoffte man zusammen mit den russischen Verbündeten den Kampf fortsetzen zu können. Napoleon hatte Preußen einen erträglichen Frieden angeboten, sollte es aus dem Krieg ausscheren.
Vor diesem Hintergrund erneuerten Alexander I. und Friedrich Wilhelm III. ihr Bündnis gegen Frankreich. Abgeschlossen wurde der Vertrag im alliierten Hauptquartier in Bartenstein. Auf preußischer Seite unterzeichnete den Vertrag Karl August von Hardenberg als Erster Kabinettsminister und auf russischer Seite der Außenminister Andreas von Budberg.

## Inhalt
Das auf Französisch abgefasste Abkommen umfasste siebzehn Artikel und hatte die Wiederherstellung des preußischen Staates zum Ziel. Ein Separatfrieden sollte ausgeschlossen sein. Im Artikel zwei wurde zwar zugesagt, sich nicht in die inneren Angelegenheiten Frankreichs einmischen zu wollen, einem schrankenlosen Anwachsen zu Lasten Dritter wollten die Bündnispartner aber entgegentreten. Im Artikel vier verpflichtete sich Russland, Preußen dabei zu unterstützen, den territorialen Status quo von 1805, das heißt ohne das Kurfürstentum Hannover, wiederzuerlangen.
Im Artikel fünf wird für die Zeit nach dem Ende des Rheinbundes eine konstitutionelle Föderation von Staaten in Deutschland geplant. Die Direktive sollte bei Preußen und Österreich liegen. Garantiemächte sollten Russland, Großbritannien und Schweden sein. Damit wurde eine Entwicklung skizziert, wie sie im Deutschen Bund in etwa realisiert wurde. In den Artikeln fünf bis neun wurden weitere Staaten zum Beitritt zu dem Abkommen aufgefordert. Darunter waren Österreich, Schweden und Dänemark. Auf Eroberungen wurde mit Blick auf einen dauerhaften und gerechten Friedens in Artikel dreizehn verzichtet.

## Scheitern
Dieses Programm für ein breites Bündnis und eine neue europäische Friedensordnung kam nicht zum Tragen, da Napoleon die Alliierten in der Schlacht bei Friedland entscheidend schlug und diese daraufhin den Frieden von Tilsit akzeptieren mussten.